# Квинкункс
Квинкункс (лат. quincunx) — пять частей, пять двенадцатых (пять унций); в шахматном порядке. 

## Эволюция значений термина
Первоначально термин «квинкункс» использовался для обозначения монеты в пять унций (5⁄12 асса, либры или фунта), что указывалось на одной из её сторон пятью точками, расположенными в одну прямую линию, в две (две точки на первой и три на второй) или в три (две точки на первой, одна на второй и опять две на третьей) линии со смещением точек на каждой следующей на полшага. 

Варианты расположения точек на древнеримских квинкунксах
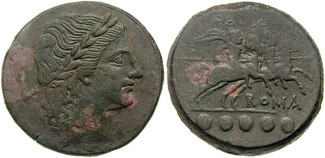
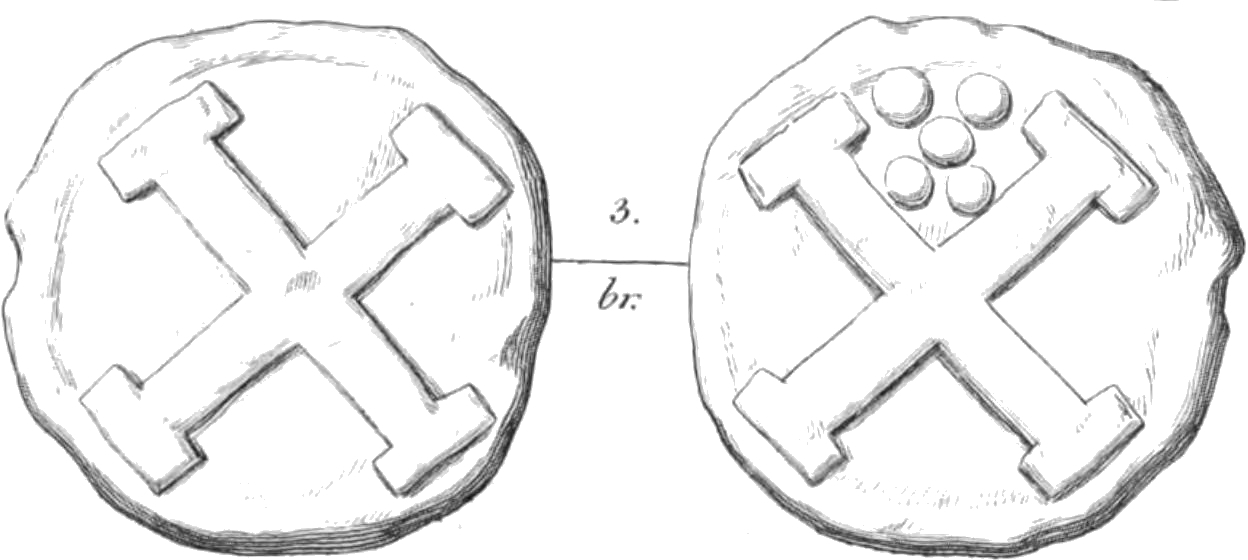
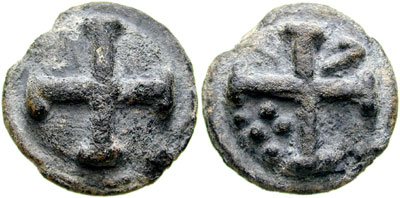

Фигура : · : и название «квинкункс» в Древнем Риме были перенесены на размещение деревьев при их посадке (см. кенконс) и на построение манипул римских боевых легионов.

Построение манипул в квинкункс
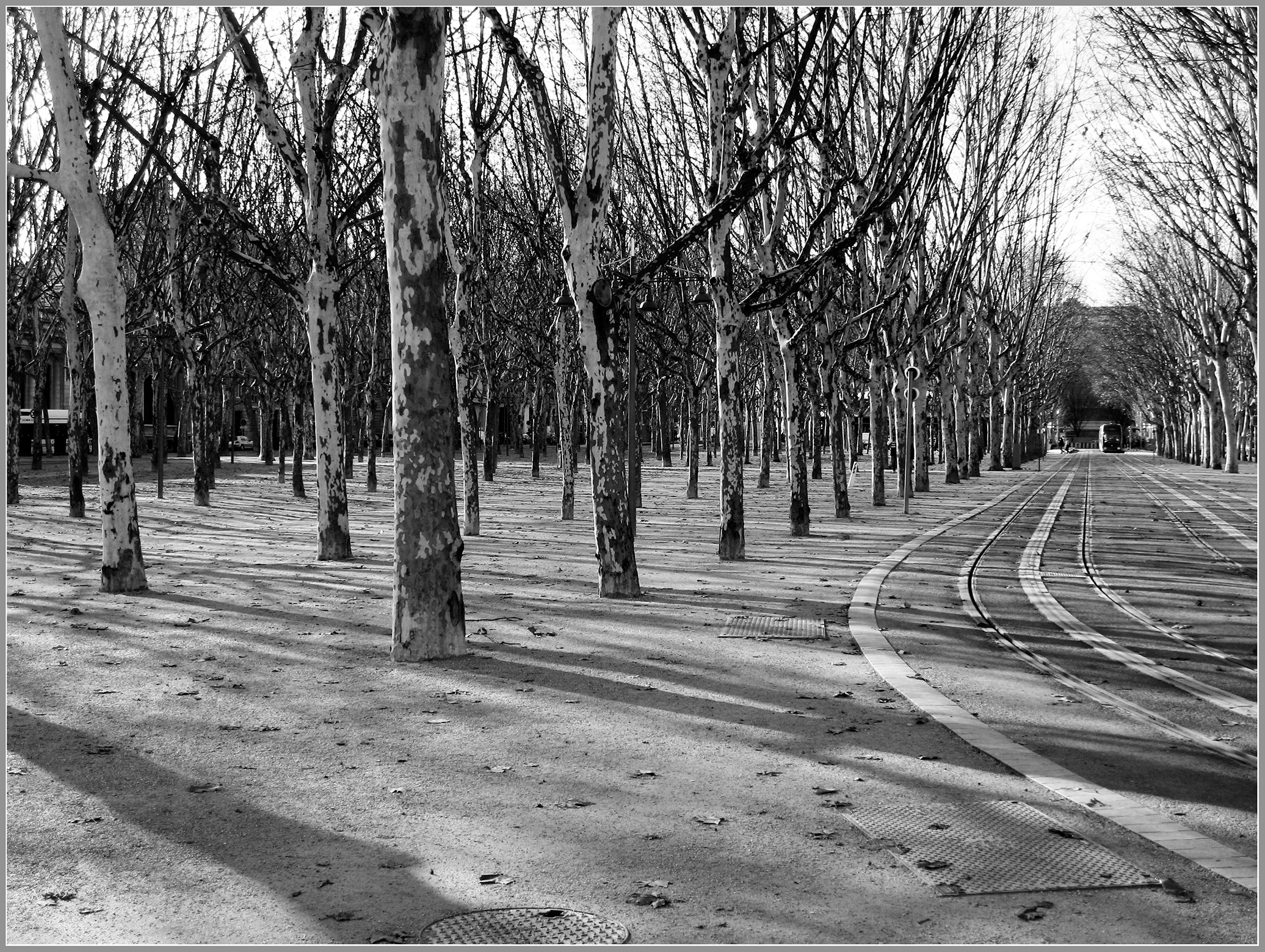
Посадка деревьев в квинкункс

Также данный геометрический узор, состоящий из пяти точек, расположенных крестиком, четыре из которых образуют квадрат или прямоугольник и пятая часть в его центре, соответствующей пятёрке размещают на шестигранных игральных костях (квинкунксом римляне называли грань игральной кости с пятью точками «крестиком» (quincuncem)), игральных картах и костяшках домино.
Древнегреческий эквивалент квинкункса — пентонкион (др.-греч. πεντώγκιον). Так, в частности, называют аналоги квинкункса, выпускавшиеся в древнегреческих колониях на Сицилии.